# والتر هامل
والتر هامل (بالألمانية: Walter Hummel) هو عالم موسيقى نمساوي، ولد في 7 يوليو 1883 في سالزبورغ في النمسا، وتوفي بنفس المكان في 23 يناير 1968.